# Dobok
Dobok ("do" znači put ili staza, a "bok" znači odjeća) je tradicionalna taekwondoaška odora za vježbanje. Svojim izgledom podsjeća na bijelu dogi odjeću karatea, ali i na onu odjeću koju su Korejci nekad svakodnevno odijevali. U tim prošlim vremenima bijela je boja bila znak čistoće. U bijelo su se odijevali i bogati i siromašni izbjegavajući tako oznake klasnih razlika. I muškarci i žene svako su jutro odijevali prostrane duge hlače i kratki ogrtač koji omogućuju nesputano kretanje. Premda je bijela tradicionalna boja Doboka, danas nije neuobičajeno naići i na druge boje, bilo da je Dobok jednobojan ili ukrašen raznobojnim uzorkom.